# Erich Domeier
Erich Domeier (* 21. November 1909 in Minden; † 26. Januar 1975 ebenda) war ein deutscher Lehrer, Studiendirektor und Funktionär des Deutschen Alpenvereins (DAV).

## Leben
Domeier legte die Reifeprüfung an der Oberrealschule in Minden 1928 ab, anschließend studierte er Deutsch, Erdkunde, Leibesübungen und Musikwissenschaft in Köln, München, Münster und Greifswald.
1933 trat er in die SA ein und besuchte ab 1936 die Führerschule des Berliner Hochschulinstituts in Neustrelitz. An der Nationalpolitische Erziehungsanstalt in Berlin-Spandau setzte er die Ausbildung fort. Am 22. Juni 1937 beantragte er die Aufnahme in die NSDAP und wurde rückwirkend zum 1. Mai desselben Jahres aufgenommen (Mitgliedsnummer 5.649.417). Im selben Jahr trat Erich Domeier in den westfälischen Schuldienst ein. Nach einiger Zeit als Referendar und Assessor wurde er 1940 zur Wehrmacht einberufen. Aus dem Zweiten Weltkrieg kehrte er mit einer Verwundung zurück.
1946 wurde Erich Domeier an das Besselgymnasium in Minden versetzt, wo er vor allem als Sportlehrer tätig war. Hier wurde er 1971 zum Studiendirektor ernannt. Verdienste erwarb er sich besonders um den Aufbau einer Ruder-Riege am Gymnasium, in dem er 1954 als Dachverband den Verein zur Förderung des Schülerruderns gründete, aus dem später der Bessel-Ruder-Club e. V. Minden hervorging. Deshalb wurde auch der Erich-Domeier-Pokal im Rudern nach ihm benannt. Zu seinen Schülern gehörte Bernhard Knubel aus Minden, der 1960 Olympiasieger im Zweier mit Steuermann wurde.
Er wurde Mitglied der Sektion Minden des Deutschen Alpenvereins und war dort zunächst als Skilehrwart tätig. 1947 wurde er zum stellvertretenden Vorsitzenden gewählt und unterzeichnete 1950 gemeinsam mit dem Ersten Sektionsvorsitzenden Theodor Siekmann die Mindener Denkschrift, die die Gründung des DAV in Würzburg vorbereitete. Auch nahm er am Treffen der sogenannten Zwölf Aposteln als Vertreter des Landesarbeitsgemeinschaft Nordrhein-Westfalen teil.

## Ehrungen
- Benennung des Erich-Domeier-Pokals im Rudern